# Mueang Fa Daet
Mueang Fa Daet (thailändisch เมืองฟ้าแดดสงยาง, auch Fa Daet Song Yang) ist ein archäologischer Fundplatz im Landkreis (Amphoe) Kamalasai der Provinz Kalasin. Die Provinz Kalasin liegt in der Nordost-Region von  Thailand, dem so genannten Isan.

## Lage und Grabungsgeschichte
Mueang Fa Daet liegt in Tambon Nong Paeng, Amphoe Kamalasai, Provinz Kalasin, in Nordost-Thailand, und damit im Tal des Mae Nam Chi (Chi-Fluss). Der Ort war von einem Festungsgraben umschlossen, der 171 ha umfasste. Ein großes Wasserreservoir lag außerhalb des Grabens. 

## Funde
Heute kann man drei Einschließungen erkennen, die auf sukzessive Erweiterungen des Ortes hinweisen. Deren innerer Ring besteht aus verschiedenen dekorativen Sema-Steinen, die in der buddhistischen Welt als Markierungen für heilige Orte oder Bereiche gelten. Sie sind mit Szenen aus dem Leben des Buddha versehen, doch zeigt ein Stein auch die alte Stadt, wie sie von einer Stadtmauer umgeben ist, die von Kriegern verteidigt wird. 
Eine Fundstätte mit prähistorischen Keramiken weist auf eine lange Siedlungsgeschichte hin. Die Zeit der wesentlichen Bautätigkeit – jedenfalls für die heute noch verbliebenen Bauwerke – weist auf das späte 1. Jahrtausend hin, was auf die seinerzeit auf dem Gebiet des heutigen Thailand bestehende Dvaravati-Kultur hinweist.